# Liste des parcs d'État de la Louisiane

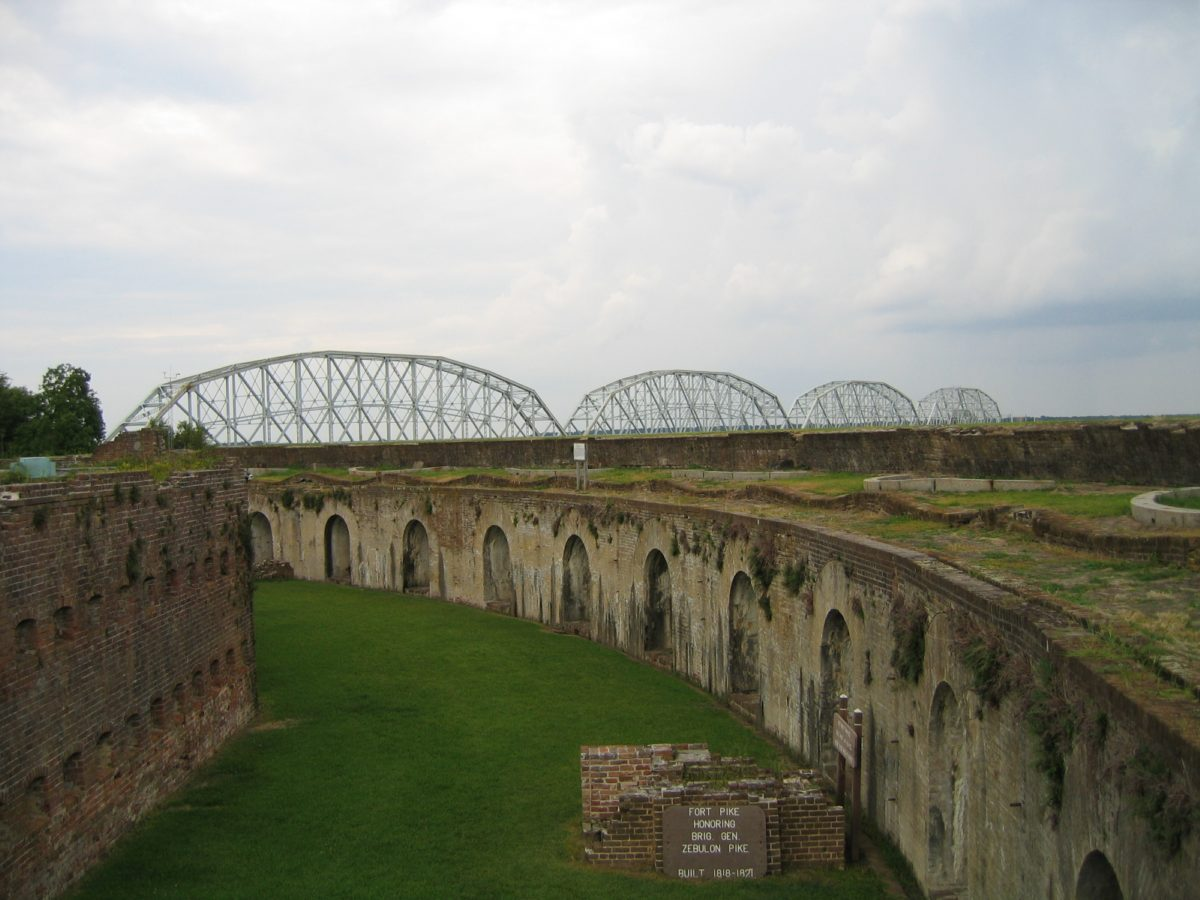
Fort Pike.

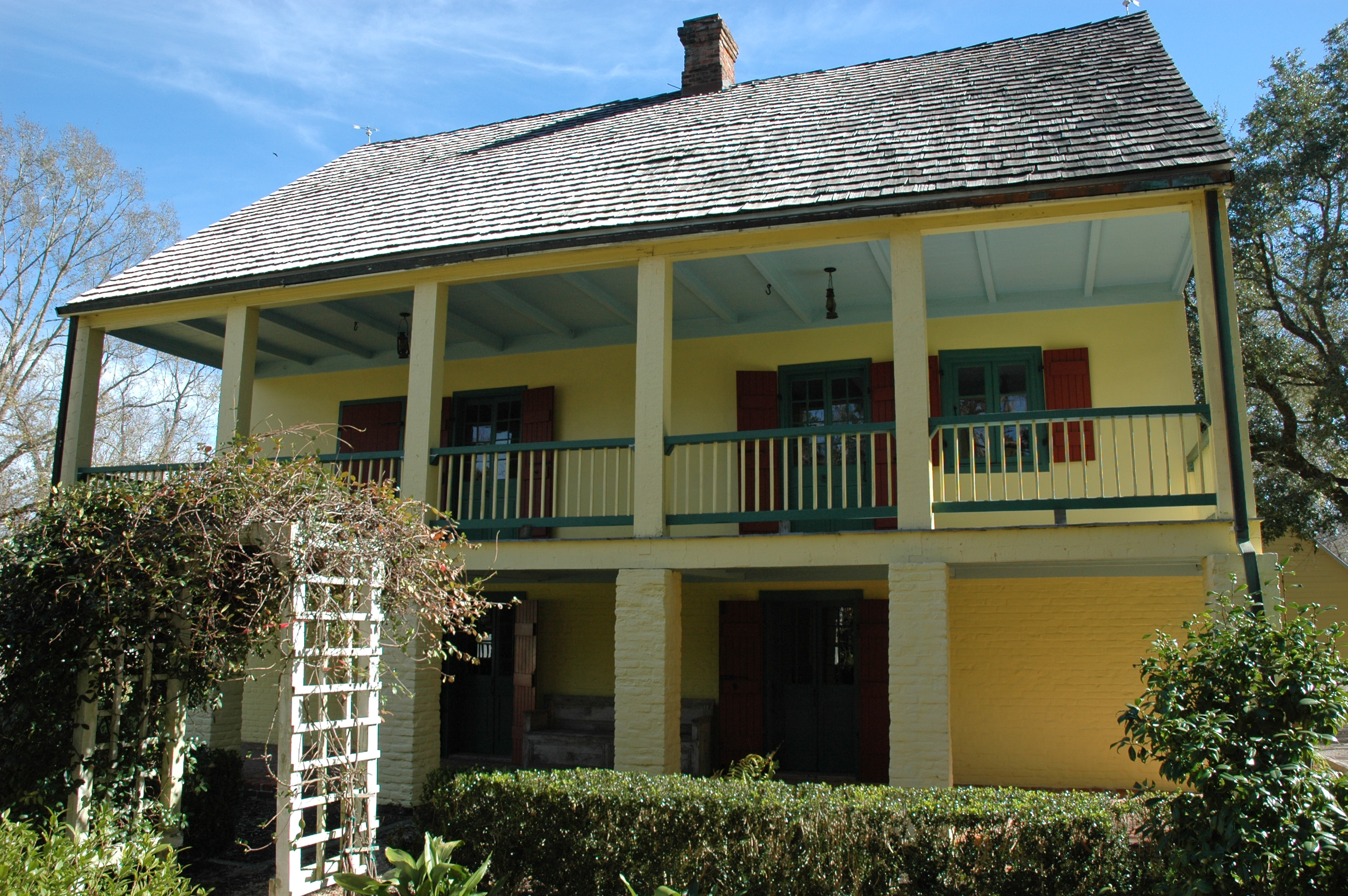
La "Maison Olivier" dans le parc historique de Longfellow Evangeline à Saint-Martinville.

Liste des parcs d'État de la Louisiane aux États-Unis d'Amérique par ordre alphabétique. Ils sont 
gérés par le Louisiana Department of Culture, Recreation and Tourism.

## Parcs d'État
- Bayou Segnette
- Chemin-A-Haut
- Chicot
- Cypremort Point
- Fairview-Riverside
- Fontainebleau
- Grand Isle
- Caney Lake/Jimmie Davis
- Lake Bistineau
- Lake Bruin
- Lake Claiborne
- Lake D'Arbonne
- Lake Fausse Pointe
- North Toledo Bend
- Poverty Point Reservoir
- St. Bernard
- Sam Houston Jones
- South Toledo Bend
- Tickfaw

## Sites d'État historiques
- Audubon
- Centenary
- Fort Jesup
- Fort Jackson
- Fort Pike
- Fort St. Jean Baptiste
- Locust Grove
- Longfellow-Evangeline
- Los Adeas
- Mansfield
- Marksville
- Plaquemine Lock
- Port Hudson
- Poverty Point
- Rebel
- Rosedown Plantation
- Winter Quarters

## Régions d'État préservées
- Arborétum d'État de Louisiane